# 無零因子環
在抽象代數中，無零因子環（domain）指的是一類不是零環的環，在其中若{\displaystyle ab=0}，則必有{\displaystyle a=0}或{\displaystyle b=0}，有時又稱這樣的環具有「零乘積性質」；等價地說，無零因子環就是一個在其中0是唯一的左零因子（或等價地，右零因子）的環。

## 例子和非例子
- {\displaystyle \mathbb {Z} /6\mathbb {Z} }不是無零因子環，而這是因為在這個環中的2跟3的像不是0，但其乘積是0；更一般地，對於任意的正整數{\displaystyle n}而言，{\displaystyle \mathbb {Z} /n\mathbb {Z} }這類的環是無零因子環，當且僅當{\displaystyle n}是質數。
- 根據韋德伯恩小定理，有限無零因子環必然是有限域。
- 四元數構成一個非交換的無零因子環；更一般地，任何的除環都是無零因子環，而這是因為在除環中，任何不是零的元素都可逆之故。
- 所有的Lipschitz四元數（英语：Hurwitz quaternion）構成的環是一個非交換的無零因子環；而Lipschitz四元數指的是形如{\displaystyle a+bi+cj+dk}，且{\displaystyle a}、{\displaystyle b}、{\displaystyle c}、{\displaystyle d}皆為整數的四元數。
- 類似地，所有的赫維茲四元數（英语：Hurwitz quaternion）構成的環是一個非交換的無零因子環；而赫維茲四元數指的是形如{\displaystyle a+bi+cj+dk}，且{\displaystyle a}、{\displaystyle b}、{\displaystyle c}、{\displaystyle d}皆為整數或半整數的四元數。
- 矩陣環{\displaystyle M_{n}(R)}在{\displaystyle n\geq 2}時不會是無零因子環：在{\displaystyle R}非零時，這樣的矩陣環會有非零的零因子，甚至是0以外的冪零元。像例如說，矩陣單元{\displaystyle E_{12}}的平方為零。
- 向量空間的張量代數，或等價地，一個域上的非交換變數的多項式的代數{\displaystyle \mathbb {K} \langle x_{1},\ldots ,x_{n}\rangle ,}，是一個無零因子環。這點可藉由非交換單項式的序（英语：monomial order）來證明。
- 若{\displaystyle R}是一個無零因子環，且{\displaystyle S}是{\displaystyle R}的歐爾擴張（英语：Ore extension），那{\displaystyle S}也是無零因子環。
- 外爾代數（英语：Weyl algebra）是非交換的無零因子環。
- 任何域上的李代數的泛包絡代數都是無零因子環。這點可由泛包絡代數上的標準過濾和龐加萊-比科霍夫-偉多定理（英语：Poincaré–Birkhoff–Witt theorem）證明。

## 群環和零因子問題
設{\displaystyle G}為群而{\displaystyle K}為域，那一個問題是群環{\displaystyle R=K[G]}是否是無零因子環？考慮下述等式：
{\displaystyle (1-g)(1+g+\cdots +g^{n-1})=1-g^{n},}
這等式顯示，階為n > 1且有限的元素{\displaystyle g}會在{\displaystyle R}中導出一個零因子。零因子問題問的是，這是否是唯一的阻礙。換句話說，
給定一個域{\displaystyle K}和一個無扭化群{\displaystyle G}，則群環{\displaystyle R=K[G]}是否是一個無零因子環？
目前尚無反例，但截至2017年為止，這問題依舊未解決。
對於許多特定種類的群，這答案是肯定的。Farkas和Snider在1976年證明說如果{\displaystyle G}是一個無扭化的有限擴張多循環群，且char K = 0，那群環{\displaystyle R=K[G]}就是一個無零因子環。之後Cliff在1980年移除了域特徵的條件；此外在1988年，Kropholler、Linnell和Moody將這類結果給推廣到無扭化可解群及有限擴張可解群之上。而更早以前的米歇爾·拉扎爾在1965年做出、但其重要性被相關領域專家忽視將近二十年研究所處理的是{\displaystyle K}是P進整數環而{\displaystyle G}是{\displaystyle GL(n,Z)}的同餘子群的情況。

## 整環的譜
零因子有拓樸學上的解釋，至少在交換環的情形下是如此：{\displaystyle R}是一個整環，當且僅當{\displaystyle R}是被約環且其譜{\displaystyle \mathrm {Spec} } {\displaystyle R}是一個不可約拓樸空間。這其中第一個性質被認為包含了無窮小的訊息，而第二個性質則是更為幾何的。
一個例子如次：在{\displaystyle k}是一個域的狀況下，{\displaystyle k[x,y]/(xy)}這個環不是無零因子環，而這是因為在這個環中，{\displaystyle x}和{\displaystyle y}的像是零因子之故。在幾何上，這對應到這個環作為{\displaystyle x=0}和{\displaystyle y=0}這兩條線的聯集的譜不可約的事實。事實上這兩條線是其不可約的成分。

## 出處
1. ↑  Lam (2001), p. 3